# Periscelis kabuli
Periscelis kabuli är en tvåvingeart som beskrevs av Papp 1988. Periscelis kabuli ingår i släktet Periscelis och familjen savflugor.
Artens utbredningsområde är Afghanistan. Inga underarter finns listade i Catalogue of Life.